# Pizzo Jella
Pizzo Jella (o Pizzo Iella, conosciuto anche come Poggio Aiella) è un sito archeologico situato nel comune di Castel Sant'Elia.

## Resti archeologici
Il sito si trova su un terrazzo di forma triangolare che affaccia sul fosso del Cerreto, in un'area ricca di vegetazione.
Non sono stati ritrovati documenti che parlano di questo insediamento; le prime notizie risalgono alla fine del XIX secolo quando le rovine erano meglio conservate rispetto ad oggi. 
Nonostante la mancanza di dati storici, lo studio dei resti ha consentito di collocare la costruzione e l'occupazione del sito all'età medioevale, ma attualmente non è possibile una datazione accurata.
Il castello si raggiungeva da una tagliata proveniente da Ovest ed era preceduto da un fossato la cui sommità era difesa da mura in blocchi di tufo di cui oggi restano alcune tracce. 
Sono ancora visibili i resti di un muro in blocchi di tufo privo di legante e per questo forse databile all'alto medioevo e, in posizione dominante, una torre a base quadrata conservata per circa 5 m di altezza. 
Sul lato orientale sono presenti degli ambienti ipogei di grandi dimensioni e muniti di un pilastro centrale e, sul pianoro, due pozzi.